# 长丰土家族乡
长丰土家族乡是中华人民共和国贵州省铜仁市德江县下辖的一个民族乡。

## 行政区划
长丰土家族乡下辖以下村级行政区划单位：
长丰社区、先进村、鱼泉村、胜坝村、堕坪村、农晨村、桐坝村、新光村、中庄村、场湾村、小坪村、洞庭村、石板村、出水村和大田村。